# Old Carthusians F.C.
Old Carthusians Football Club ist ein Vereinsfußballklub, dessen Spieler ehemalige Schüler der Charterhouse School in Godalming, Surrey, England, sind. Der Klub wurde 1876 gegründet und gewann 1881 den FA Cup sowie 1894 und 1897 den FA Amateur Cup. Der Klub spielt derzeit in der Arthurian League und gewann 2006, 2008, 2009, 2011, 2013, 2014, 2015, 2017 und 2019 die Liga sowie das Arthur-Dunn-Cup-Doppel.

## Geschichte
Der Klub wurde 1876 von ehemaligen Schülern der Charterhouse School in Godalming, Surrey, gegründet. Seit März 1853 erschienen in der Presse Berichte über Spiele, die an der Schule stattfanden, und Charterhouse war eine der Gründungsmannschaften des englischen Fußballverbandes. Er war einer von mehreren Klubs, die aus den alten Knaben der öffentlichen Schulen im England des 19. Jahrhunderts entstanden. Zu den anderen Clubs, die unter ähnlichen Umständen gegründet wurden, gehören die Old Etonians und die Old Westminsters. Andere ehemalige Mitglieder der Schule hatten 1867 den Stoke-on-Trent F.C. gegründet, der später als Stoke City bekannt wurde. Die Old Carthusians nahmen 1879-80 zum ersten Mal am FA Cup teil. Zur Zeit der Gründung der Football League im Jahr 1888 waren die Old Carthusians die südlichste Mannschaft, die an einem Beitritt zur nördlich dominierten Liga interessiert war, aber sie wurden nie in die Liga aufgenommen. Die Old Carthusians waren einer von nur vier Klubs, die in den ersten elf Jahren, in denen der FA Cup vergeben wurde, den FA Cup 1881 gewannen und dabei die erwähnten Old Etonians besiegten.

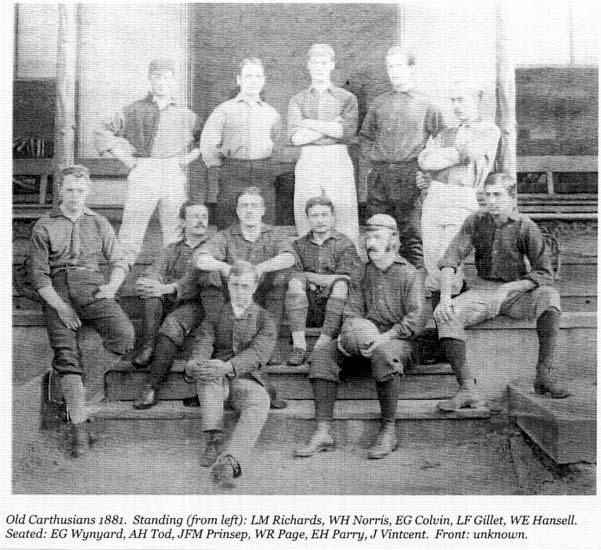
Das Old Carthusians-Team von 1881, dem Jahr, in dem sie den FA Cup gewannen

1883 erreichten sie erneut das Halbfinale und verloren gegen Blackburn Olympic in einem Spiel, das den Wandel im Fußball im späten 19. Jahrhundert markierte, weg von den alten Jungenclubs, die im ersten richtigen Jahrzehnt des Spiels so erfolgreich gewesen waren, hin zu den Vereinen der arbeitenden Männer. Im Vergleich dazu bestanden die Kartäuser zwar aus gebildeten Männern, aber zu den Berufen der Spieler der Olympic-Mannschaft gehörten ein Zahnarzt, ein Klempner, Eisengießer und drei Weber. Die Athletic News warben für das Spiel als "Patrizier" gegen "Plebejer".
Nach der Einführung des FA Amateur Cups 1893 gewannen die Alten Kartäuser den Titel zweimal, 1894 und 1897, und erreichten das Finale insgesamt dreimal bei den ersten vier Austragungen. Vor dem ersten Finale, in dem sie die Casuals mit 2:1 besiegten, entbrannte ein Streit über den Einsatz von Strafstößen. Ein Sprecher der Old Carthusian sagte: „Strafen sind ein unangenehmes Zeichen dafür, dass unser Verhalten und unsere Ehrlichkeit nicht alles sind, was es sein sollte“. 1894 wurden sie eingeladen, zusammen mit einer Reihe von Mannschaften, darunter auch der alte Knabenverein Old Westminsters, der neu gegründeten Southern League beizutreten. Die alten Knabenmannschaften weigerten sich, der neuen Liga beizutreten, und versuchten, auch die 2nd Scots Guards davon zu überzeugen, die Liga zu verlassen.

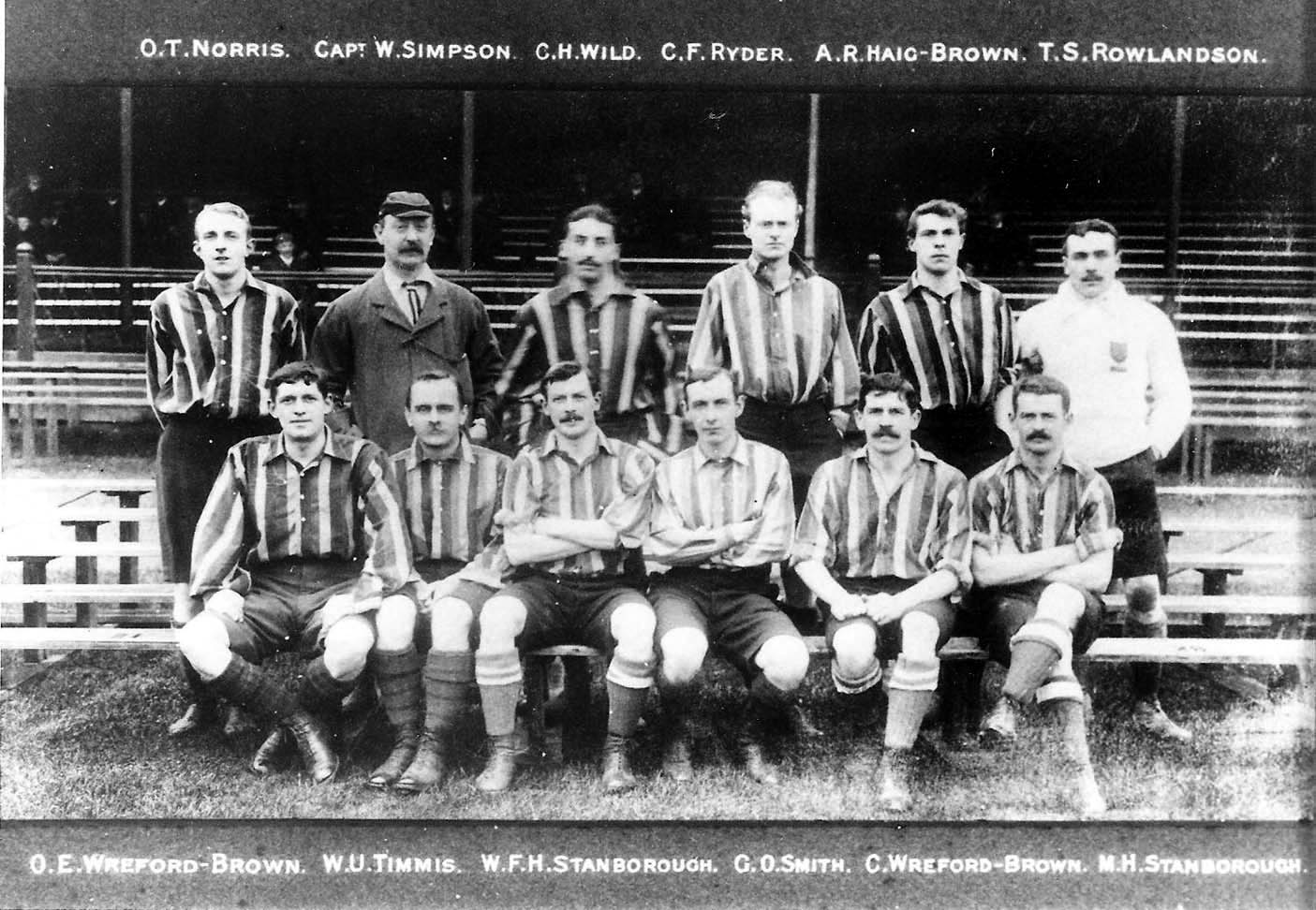
Das Team, das 1903 den Arthur Dunn Cup gewann

Nachdem die Amateurmannschaften als Versuchsfeld für künftige Profispieler genutzt worden waren, wurden die alten Jungenclubs isoliert und lösten sich 1902-03 vom FA Amateur Cup ab, um den Arthur Dunn Cup zu gründen. Ab 2012 nimmt der Klub weiterhin am Arthur Dunn Cup teil und erreichte das Finale während des hundertjährigen Bestehens des Wettbewerbs 2002/03, als er von den Old Salopians geschlagen wurde. Dabei handelte es sich um eine Wiederholung der allerersten Finalaustragung im Jahr 1903, als sich die Kartäuser und Salopianer nach einer unentschiedenen Wiederholung den Titel teilten. Zum Zeitpunkt des 100-jährigen Jubiläums waren die Alten Kartäuser die erfolgreichste Mannschaft in diesem Wettbewerb, da sie ihn bei 19 von 24 erreichten Endspielen gewonnen hatten. Seitdem haben sie ihn noch fünf weitere Male gewonnen, so dass sie 24 von 30 erreichten Endspielen gewonnen haben.
Im Jahr 2008 nahm der Club an einem Turnier teil, an dem mehrere ehemalige Gewinner des FA Cups, darunter die Royal Engineers, Gewinner 1875, ebenfalls teilnahmen.
Gemeinsam mit Wimbledon und den Royal Engineers sind die Old Carthusians die einzigen drei Teams, die sowohl den FA Cup als auch den FA Amateur Cup gewonnen haben.
2011 erreichten die Old Carthusians das Finale des AFA Senioren-Pokals, eine historische Leistung für einen "geschlossenen Verein". Doch nachdem sie in der Halbzeit zwei Tore mehr erzielt hatten, verloren sie das Spiel gegen die Old Salesians mit 2:3. Die Old Carthusians gewannen zwei weitere Titel in der Arthurian League und den Arthur Dunn Cup im Double.
Im Anschluss an den 1:0-Sieg im Finale des Arthur Dunn Cups 2015 gegen den alten Rivalen Lancing Old Boys, schrieben die Old Carthusians in der Arthurian League Geschichte, indem sie in drei aufeinander folgenden Jahren Erster der Premier Division wurden und zeitgleich den Arthur Dunn Cup gewannen. Das schafften vorher nur die Lancing Old Boys in den 1980er-Jahren.

## Nationalspieler für England
Neun Old Carthusians wurden in der Nationalmannschaft für England eingesetzt.
Im Einzelnen waren dies:
- Andrew Amos (2 Einsätze)
- William Cobbold (3 Einsätze)
- Walter Gilliat (1 Einsatz)
- Edward Hagarty Parry (3 Einsätze)
- Gilbert Oswald Smith (20 Einsätze)
- Maurice Stanbrough (1 Einsatz)
- Arthur Melmoth Walters (9 Einsätze)
- Percy Melmoth Walters (13 Einsätze)
- Charles Wreford-Brown (3 Einsätze)

## Titel
- FA Cup: 1 (1881)

- FA Amateur Cup: 2 (1894, 1897)

- Arthur Dunn Cup: 28

1903, 1904, 1905, 1906, 1908, 1910, 1921, 1922, 1923, 1936, 1939, 1947, 1949, 1951, 1954, 1962, 1977, 1982, 2001, 2006, 2008, 2009, 2011, 2013, 2014, 2015, 2017, 2018, 2019
- Amateur FA Cup: 1 (2019)

- Arthurian League: 13

1979, 1982, 1988, 2006, 2008, 2009, 2011, 2012, 2013, 2014, 2015, 2017, 2019